# Evert Karlsson (backhoppare)
Evert Gotthardt Karlsson, född 4 augusti 1920 i Løkken Verk i dåvarande Meldals kommun i Sør-Trøndelag fylke (nuvarande Orklands kommun i Trøndelag fylke) i Norge, död 23 maj 1996 i Örnsköldsvik i Västernorrlands län, var en svensk backhoppare som tävlade på 1940- och 1950-talen. Han representerade Løkken Idrettsforening och senare IF Friska Viljor.

## Karriär
Evert Karlsson växte upp i Bjørnli nära Løkken Verk i dåvarande Meldals kommun. Tillsammans med sina bröder Arthur och Kåre tävlade Evert Karlsson i backhoppning för Løkken IF. Karlsson vann junior-tävlingen i Holmenkollen i Oslo 1940. Samma år flyttade han till Örnsköldsvik i Sverige och fortsatte med backhoppningen i IF Friska Viljor. 
Karlsson deltog i olympiska vinterspelen 1948 i St. Moritz i Schweiz. Där tävlade han i backhoppningen och hoppade 65,5 och 68,0 meter. Han slutade på en 11:plats, 15,9 poäng efter segrande norrmannen Petter Hugsted och 12,9 poäng från prispallen.
Evert Karlsson blev svensk mästare individuellt 1949 i Sollefteå. Han blev tvåa i backhoppningen i Svenska skidspelen 1950 i Östersund. Karlsson deltog också i Skid-VM 1950 i Lake Placid i USA. Där blev han nummer 11 och näst bäste svensk (Thure Lindgren blev nummer två, 6,0 poäng efter segrande Hans Bjørnstad från Norge). Under Skid-VM 1954 på hemmaplan i Falun blev Evert Karlsson nummer 23.
Efter att Heini Klopfer-backen i Oberstdorf öppnade 1950, reste Karlsson ofta till Tyskland för att hoppa i den nya, stora backen där man kunde hoppa över 100 meter.